# Kevin Stell
Kevin Stell (1977) è un ex sciatore alpino statunitense.

## Biografia
In Nor-Am Cup Stell conquistò tre podi, il primo il 12 marzo 1998 a Mount Norquay in slalom gigante (3º) e l'ultimo il 28 novembre dello stesso anno a Park City in slalom speciale (2º), e prese per l'ultima volta il via il 27 febbraio 2000 a Snowbasin in supergigante, senza completare la prova; si ritirò al termine della stagione 2001-2002 e la sua ultima gara fu uno slalom gigante FIS disputato il 9 aprile a Vail. Non debuttò in Coppa del Mondo né prese parte a rassegne olimpiche o iridate.

## Palmarès

### Nor-Am Cup
- Miglior piazzamento in classifica generale: 11º nel 1999
- 3 podi (dati dalla stagione 1994-1995):
  - 1 secondo posto
  - 2 terzi posti

### Australia New Zealand Cup
- 2 podi (dati dalla stagione 1994-1995):
  - 1 vittoria
  - 1 terzo posto

#### Australia New Zealand Cup - vittorie
| Data           | Località | Paese     | Specialità |
| -------------- | -------- | --------- | ---------- |
| 19 agosto 1996 | Thredbo  | Australia | GS         |

Legenda:

GS = slalom gigante